# バーブ (潜水艦)
バーブ (USS Barb, SS-220) は、アメリカ海軍の潜水艦。ガトー級潜水艦の9番艦。艦名はコイ科バーブス属の小型魚の総称に因む。なお、退役から9年後にパーミット級原子力潜水艦4番艦として2代目「バーブ」が就役している。

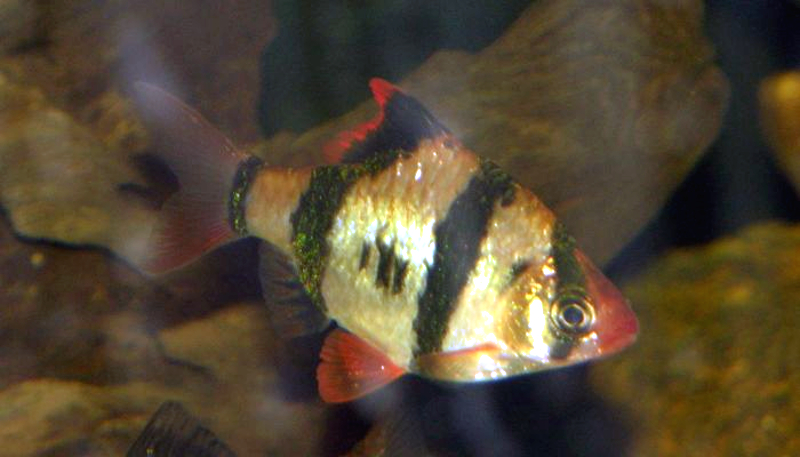
スマトラ（Tiger barb）

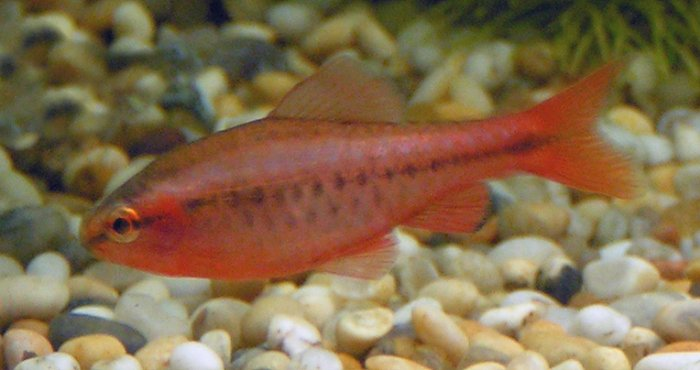
チェリーバーブ（Cherry barb）

## 艦歴
バーブは1941年6月7日にコネチカット州グロトンのエレクトリック・ボート社で起工、1942年4月2日にチャールズ・A・ダン少将夫人によって進水し、艦長ジョン・R・ウォーターマン少佐（アナポリス1927年組）の指揮下1942年7月8日に就役した。バーブの任務は1942年10月20日から1945年8月2日までの期間に及び、その間にバーブは太平洋戦線で7回、大西洋戦線で5回の合わせて12回の哨戒を完了した。

### 大西洋での第1から第5の哨戒 1942年10月 - 1943年7月
10月20日、バーブは最初の哨戒で北アフリカ沿岸部に向かった。バーブはこの哨戒で11月8日から実施された北アフリカ侵攻作戦支援の偵察を行った。11月25日、バーブは36日間の行動を終えてスコットランドのロスネースに帰投した。
12月16日、バーブは2回目の哨戒でスペイン沿岸部に向かった。この哨戒では敵艦船の姿は見なかった。1943年1月18日、バーブは31日間の行動を終えてロスネースに帰投した。
2月1日、バーブは3回目の哨戒でスペイン沿岸部に向かった。ビーゴ近海で哨戒したが、この哨戒でも敵艦船の姿は見なかった。3月9日、バーブは37日間の行動を終えてロスネースに帰投した。
4月1日、バーブは4回目の哨戒でノルウェーとアイスランド間の北海に向かった。しかし、この哨戒でも攻撃の機会はなかった。5月14日、バーブは44日間の行動を終えてロスネースに帰投した。
6月8日、バーブは5回目の哨戒で大西洋に向かった。哨戒期間中の7月1日に大西洋方面でのアメリカ潜水艦の作戦が終了。7月24日、バーブは41日間の行動を終えてコネチカット州ニューロンドンに帰投。翌7月25日から8月7日にかけて短期オーバーホールが行われた後、バーブは真珠湾に回航された。

### 第6、第7の哨戒 1943年9月 - 1944年4月
9月30日、バーブは6回目の哨戒で東シナ海に向かった。10月23日午後、バーブは北緯25度35分 東経126度04分 / 北緯25.583度 東経126.067度の那覇の255度78海里の地点付近で発見した輸送船団を追っていたところ、九七式重爆撃機と判断された航空機を発見したため潜航し、直後に爆撃を受けるが被害はなかった。11月9日午後には、北緯24度37分 東経122度58分 / 北緯24.617度 東経122.967度の地点で、4隻の輸送船と4隻の護衛艦からなる輸送船団、実際には6隻の輸送船と特設掃海艇「第七利丸」（西大洋漁業、297トン）が護衛するタ807船団を発見し、翌11月10日朝に北緯25度02分 東経122度23分 / 北緯25.033度 東経122.383度に至ったところで浮上攻撃により魚雷を4本発射して3本が爆発し、8,000トン級輸送船を撃沈して5,500トン級輸送船を撃破したと報じたが、実際には陸軍輸送船「山萩丸」（山下汽船、5,426トン）に向かっていた魚雷は回避されていた。11月28日、バーブは53日間の行動を終えて真珠湾に帰投した。メア・アイランド海軍造船所に回航されオーバーホールに入った。オーバーホールを終えたバーブは、1944年2月15日に真珠湾に到着した。
3月2日、バーブは7回目の哨戒でマリアナ諸島方面に向かった。3月28日朝、バーブは北緯24度25分 東経131度11分 / 北緯24.417度 東経131.183度の沖大東島南方で輸送船「福成丸」（福洋汽船、2,219トン）を発見する。しかし、観測した雰囲気からQシップではないかと判断したため慎重に事を進める。「福成丸」は何らかの理由で漂流していた。バーブは夜に入り「福成丸」に対して魚雷を3本発射して2本を命中させて撃沈し、最初の戦果を挙げた。4月18日未明には、「スティールヘッド」 (USS Steelhead, SS-280) と合同して、沖大東島の見張所に対して艦砲射撃を行った。4月25日、バーブは55日間の行動を終えてミッドウェー島に帰投。艦長がユージーン・B・フラッキー少佐（アナポリス1935年組）に代わった。バーブはフラッキー艦長の指揮の下、アメリカ潜水艦の中でも有数の記録を作っていくこととなる。

### 第8の哨戒 1944年5月 - 7月

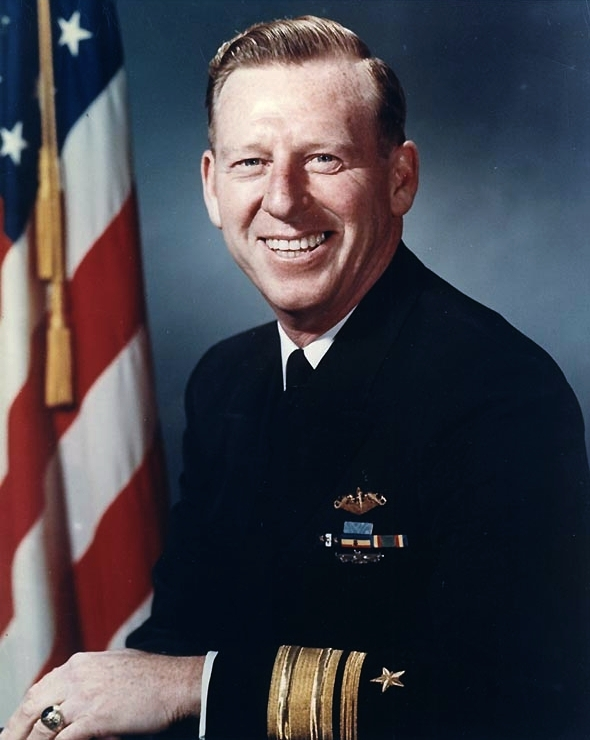
バーブ第2代艦長ユージーン・B・フラッキー少佐（写真は中将時代。1963年）

5月21日、バーブは8回目の哨戒でオホーツク海および千島列島方面に向かった。5月31日、バーブは北緯48度28分 東経151度04分 / 北緯48.467度 東経151.067度の地点で「ヘリング」(USS Herring, SS-233) と合同し、付近に船団が通過する兆候が見られたので、2隻でこの船団を攻撃することとし、バーブはヘリングと分離して攻撃地点に向かった。少し後、北緯48度21分 東経151度19分 / 北緯48.350度 東経151.317度の松輪島西北西70キロ地点でバーブが攻撃準備を行っている最中に爆雷の炸裂音を聴取した。これは、「ヘリング」が松輪島西方70海里にて、同島から小樽に向けて出港してきた船団を攻撃し、海防艦「石垣」を撃沈したことを示す音であった。直後、バーブは「大型輸送船」を発見して魚雷を3本発射し、うち1本が陸軍輸送船「まどらす丸」（南洋海運、3,802トン）に命中して約4分で撃沈。夕刻には北緯47度52分 東経151度02分 / 北緯47.867度 東経151.033度のラショワ島西北西42キロ地点で特設運送船「興東丸」（三光汽船、1,053トン）に対して魚雷を3本発射し、すべて命中して同船を撃沈した。一連の攻撃を終えてバーブが確認のために浮上すると、一人の日本人が漂流していたので救助し捕虜とした。この日本人は、石垣唯一の生存者とする書物もあるが、バーブの記録は興東丸の生存者とする。この日の戦闘の後、バーブが「ヘリング」の消息を知ることはなかった。バーブは宗谷海峡方面に移動し、6月2日未明には「千鳥型水雷艇」に対して魚雷を3本発射したが命中しなかった。同日夜には網走近海に針路を向け、機会あれば網走に対して艦砲射撃を行うことも予定されていた。実際、6月3日夕刻には網走近海に到着したものの、網走から50マイル四方にある日本の7つの航空基地から影響を受けるだろうとの懸念から、網走への艦砲射撃は断念された。6月9日夜、択捉島近海を航行中のバーブは海底を探査中、急に浅瀬になって水深がわずか4ファゾム（約7.3m）しかない部分を発見し、大急ぎで舵を切り全速で後進を行った結果、座礁事故は免れた。6月11日昼には北緯48度21分 東経144度23分 / 北緯48.350度 東経144.383度の地点で、氷に囲まれた2隻のトロール船あるいはサンパンを発見して4インチ砲で砲撃し、最初に氷を「撃沈」してから照準を訂正して再度砲撃し、トロール船を撃沈した。その日の夜、バーブは北緯48度19分 東経144度32分 / 北緯48.317度 東経144.533度の樺太南東岸トーニ岬東南東40km地点でレーダーにより2つ目標を探知し、それぞれの目標に向けて魚雷を3本ずつ計6本発射。魚雷は小樽に向けて航行中の2隻の輸送船、「千早丸」（東邦水産、1,160トン）と「東天丸」（日本海洋漁業、3,830トン）に計3本命中させ、3本のうち2本はともに船尾に命中した。1隻は早々に沈没したがもう1隻は浮いており、バーブはさらに魚雷を3本発射して始末した。2日後の6月13日には、北緯50度53分 東経151度42分 / 北緯50.883度 東経151.700度の幌筵島西方37キロ地点で、幌筵島柏原から駆逐艦「初春」の護衛の下に小樽に向かっていた輸送船「高島丸」（日本郵船、5,633トン）を発見。バーブは21時30分過ぎに、艦尾発射管に最後に残っていた魚雷2本を「高島丸」に向けて発射してうち1本が命中し、同船は23時7分に沈没した。「高島丸」は当時の日本が保有していた新鋭砕氷船のうちの1隻であった。7月9日、バーブは49日間の行動を終えて真珠湾に帰投した。

### 第9の哨戒 1944年8月 - 10月

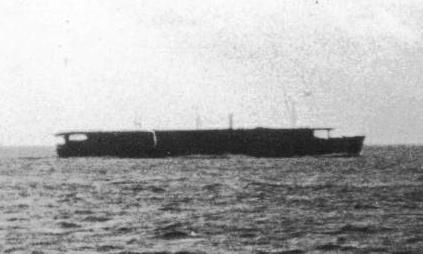
空母「雲鷹」

8月4日、バーブは9回目の哨戒で「タニー」(USS Tunny, SS-282)「クイーンフィッシュ」(USS Queenfish, SS-393) とウルフパック "Ed's Eradicators"（エドのインク消し）を構成しルソン海峡方面に向かった。8月31日未明、「クイーンフィッシュ」が輸送船団の発見を通報し、近くにいた「パンパニト」(USS Pampanito, SS-383)「シーライオン」(USS Sealion, SS-315) および「グロウラー」(USS Growler, SS-215) からなるウルフパック "Ben's Busters"（ベンの退治人たち） と連携して発見した輸送船団、ミ15船団の迎撃に向かう。バーブはすぐには攻撃に移らず魚雷の爆発音やタンカーの沈没を観測していたが、明け方になって射程内に目標が入ってきた。バーブは北緯21度14分 東経121度22分 / 北緯21.233度 東経121.367度の地点で大型輸送船と中型タンカーに向けて魚雷を3本発射し、3つの爆発を確認して「大型輸送船撃沈、中型タンカー撃破」と判定される。この朝方の攻撃で輸送船「大国丸」（内外汽船、5,633トン）を撃沈した。午後に入り、台湾の方角に逃走するミ15船団を追撃し、夕刻になって9ノットで航行する2隻の小型輸送船と護衛艦を発見し、魚雷を3本発射して全て命中させて撃沈したと判定した。翌9月1日はレーダーで多くの航空機を探知し、夕刻になって「タニー」と会合するが、「タニー」は航空機の攻撃で損傷した事を報告。「タニー」は「エドのインク消し」から除外された。残ったバーブと「クイーンフィッシュ」は哨戒を続行し、最先任艦長であるフラッキーがウルフパックを指揮した。このころ、第38任務部隊（マーク・ミッチャー中将）が近いうちにフィリピン各地を爆撃する予定があったので、味方機が撃墜された際のパイロットの救助任務も付与された。9月4日午前には北緯21度05分 東経119度34分 / 北緯21.083度 東経119.567度の地点でサンパンを浮上砲戦で撃沈した。9月9日未明、「クイーンフィッシュ」がタマ25船団を発見し、バーブもタマ25船団に接近していく。クイーンフィッシュが2隻の輸送船、「豊岡丸」（鏑木汽船、7,097トン）と「満州丸」（日本海汽船、3,054トン）を撃沈する音を聴取した後、明け方近くになって北緯19度44分 東経120度37分 / 北緯19.733度 東経120.617度の地点で護衛艦に対して魚雷を3本発射するが、命中した様子はなかった。9月12日から13日にかけて、バーブは東沙島南方の海域で「ベンの退治人たち」と会合し、「パンパニト」からヒ72船団攻撃の件で「グロウラー」の働きが大きかった事を聞かされる。翌9月14日未明には北緯20度56分 東経121度13分 / 北緯20.933度 東経121.217度の地点で2隻の「千鳥型水雷艇」を発見し、魚雷を3本ずつ計6本発射したが命中せず、バーブは全速力で戦場から離れた。しかし、1隻の「千鳥型水雷艇」が追撃を開始し、バーブは「クイーンフィッシュ」とともに潜航を余儀なくされた後、明け方になって「千鳥型水雷艇」に対して逆に魚雷を2本発射したが命中しなかった。
9月16日明け方、バーブとクイーンフィッシュは「地獄船」輸送船「楽洋丸」（南洋海運、9,418トン）から脱出した味方の捕虜を救援するよう命令を受け、全速力で現場に急行する。しかし、夜に入って「クイーンフィッシュ」がヒ74船団を探知し、彼我の態勢からヒ74船団への攻撃を先に行う事となった。クイーンフィッシュが先に攻撃を仕掛けていくつかの爆発を確認した後、バーブは浮上状態で23時前まで船団の右側から接近した。日付変わって9月17日0時34分、バーブは2隻のタンカーが一直線上に重なり合う位置から艦首発射管より魚雷を6本発射。この第一撃により、特設運送船（給油）「あづさ丸」（石原汽船、10,022トン）と空母「雲鷹」にそれぞれ2本ずつ命中し、「あづさ丸」は大火災が発生した。「雲鷹」はあづさ丸被雷を見て取り舵に避けたものの、魚雷2本が右舷の機関室と舵取室に命中、航行不能に陥った。バーブは高速で反転し、艦尾発射管からの魚雷を発射しようとしたが、その時、バーブに気づいた海防艦1隻が高角砲と機銃を発射しつつバーブに突進。海防艦は750ヤード (690 m) にまで接近してきた。フラッキーは急速潜航を下令して深々度に避退、直後に海防艦がバーブの真上を通過した。「あづさ丸」は0時50分に沈没し、「雲鷹」は応急修理を実施したものの浸水が甚だしく、7時30分頃についに沈没した。沈没位置はともに北緯19度15分 東経116度33分 / 北緯19.250度 東経116.550度であった。攻撃後、バーブと「クイーンフィッシュ」は「本来の任務」であった捕虜救援任務に戻り、「パンパニト」「シーライオン」とともに漂流する多くの捕虜を救助した。10月3日、バーブは59日間の行動を終えてマジュロに帰投した。

### 第10、第11の哨戒 1944年10月 - 1945年2月

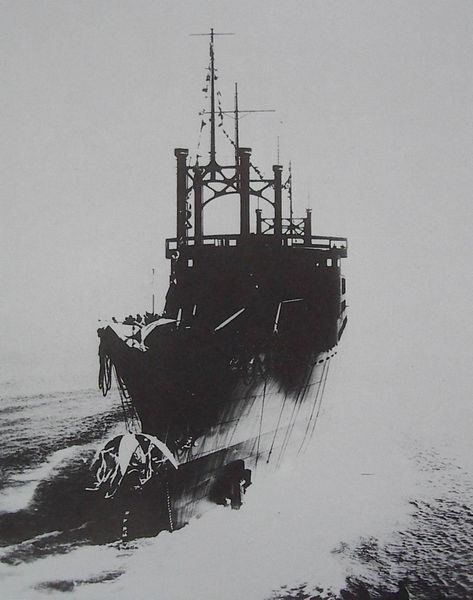
護国丸（進水式の様子。1942年）

10月27日、バーブは10回目の哨戒で「クイーンフィッシュ」「ピクーダ」(USS Picuda, SS-382) とウルフパックを構成し東シナ海に向かった。11月10日3時40分、バーブは北緯33度31分 東経129度19分 / 北緯33.517度 東経129.317度の古志岐島沖で特設運送船「護国丸」（大阪商船、10,438トン）を発見する。「護国丸」は駆逐艦「響」の護衛の下に基隆を出港したが、響は艦内で赤痢患者が発生したため「護国丸」と別れて佐世保に急行し、以降は単独航行となっていた。バーブは魚雷を3本発射し、「護国丸」に2本命中。その後、浮上して止めを刺そうとしたが、「護国丸」からの射撃を受け即座に潜航し、さらに魚雷を三度にわたり1本ずつ発射して命中させ、同船を撃沈した。北部九州地区を爆撃する B-29 の掩護を行った後、11月12日未明には北緯31度30分 東経125度57分 / 北緯31.500度 東経125.950度の地点でモマ07船団を発見し、魚雷を三度にわたって2本ずつ計8本発射し、いくつかの命中を確認。明け方近くには魚雷をさらに3本発射し、そのうちの1本が輸送船「鳴尾丸」（山下汽船、4,823トン）に命中し、砲弾2万発の誘爆で南方軍経理部候補生約490名などともろとも木っ端微塵とした。11月14日朝には北緯34度15分 東経127度54分 / 北緯34.250度 東経127.900度の地点で、3隻の300トン級スクーナーを発見して浮上砲戦で撃ち沈めた。11月15日夜、バーブは北緯32度15分 東経126度38分 / 北緯32.250度 東経126.633度の地点でレーダーで目標を探知し、輸送船団だと思って接近してみると、目標は輸送船団ではなく、「翔鶴型航空母艦」と思しき空母と4隻の駆逐艦であることが分かった。他の潜水艦に対して接触報告を送信した後、魚雷を5本発射して1本が命中したようだと判断され、空母は本拠地に向けて高速で走り去った。11月17日にも北緯31度19分 東経130度06分 / 北緯31.317度 東経130.100度の長崎半島近海で2隻の1,000トン級輸送船を発見し、魚雷を2本発射したが命中しなかった。11月25日、バーブは30日間の行動を終えてミッドウェー島に帰投した。
12月19日、バーブは11回目の哨戒で「クイーンフィッシュ」「ピクーダ」とウルフパックを構成し東シナ海に向かった。1945年1月1日、バーブは北緯25度09分 東経135度13分 / 北緯25.150度 東経135.217度の地点で300トン級の監視艇を発見し、「クイーンフィッシュ」と「ピクーダ」が攻撃した後に砲撃で撃沈して1945年の初戦果とした。1月7日、バーブは台湾北西岸でモタ30船団を探知し、「クイーンフィッシュ」「ピクーダ」とともに追跡を行う。翌1月8日夕刻、バーブは北緯24度50分 東経120度35分 / 北緯24.833度 東経120.583度の地点で魚雷を6本発射し、左に針路をとった直後に4つの命中音と3つの爆発を聴取。この攻撃で輸送船「辰洋丸」（辰馬合資、6,892トン）が轟沈した。バーブは一旦浮上し、レーダーでモタ30船団、「ピクーダ」および「クイーンフィッシュ」の各々の位置を確認の後、「ピクーダ」と「クイーンフィッシュ」の攻撃に起因する爆発を確認しつつ第二撃の態勢を整え、21時ごろには「大型輸送船」に対して魚雷を3本発射して3つの命中を確認する。20分後には第三撃で別の目標に対して魚雷を3本発射し、これも3つの命中を確認した。「ピクーダ」は21時の少し前と日付が1月9日に変わった直後の二度攻撃を行って2隻の大型輸送船撃沈を報じ、「クイーンフィッシュ」は20時過ぎから23時過ぎの間に大型輸送船、10,000トン級タンカーおよび駆逐艦に対して四度の攻撃を行ったが、魚雷を計16本発射して10,000トン級タンカーに2本命中させただけという有様で、フラッキーは「クイーンフィッシュ」の艦長チャールズ・E・ラフリン（アナポリス1933年組）の攻撃ぶりを「信じられないほど下手な魚雷発射」と評した。「辰洋丸」のほか、21時前に魚雷が3本命中して沈没した輸送船「安洋丸」（南洋海運、9,256トン）と、魚雷が1本命中した後漂流して、1月9日明け方に沈没したタンカー「三洋丸」（浅野物産、2,854トン）、被弾損傷した輸送船「明宝丸」（明治海運、2,857トン）がバーブの戦果として認定された。フラッキーに酷評された「クイーンフィッシュ」も、海軍徴傭タンカー「満珠丸」（日本油槽船、6,515トン）に魚雷を命中させて同船を座礁放棄に追い込んでおり、「ピクーダ」は輸送船「羅津丸」（大連汽船、5,462トン）に魚雷を命中させて損傷を与えていた。タンカー「彦島丸」（三菱汽船、2,854トン）は三艦の共同戦果となっているが、「彦島丸」は合計26本もの魚雷を回避した末に通霄湾の海岸に座礁し全損となったもので、被弾はなかった。
1月22日深夜から1月23日早朝にかけて、バーブは北緯27度02分 東経120度27分 / 北緯27.033度 東経120.450度の福州北東の浅海で仮泊中のモタ32船団に接近。バーブは浮上状態で魚雷を4本発射し、反転してさらに魚雷を4本発射。魚雷は輸送船「大恭丸」（大阪商船、5,244トン）に3本が命中し撃沈。バーブは機雷の敷設された水域を浮上したまま高速で後退した。バーブの泊地攻撃は4隻の輸送船を撃沈したと判断された。この戦果により、フラッキーは名誉勲章を受章し、バーブは殊勲部隊章を受章した。1月29日朝、バーブは北緯25度05分 東経119度33分 / 北緯25.083度 東経119.550度の地点で「ピクーダ」とともにモタ33船団に対して攻撃を行い、魚雷を4本発射して1本の命中と判断されるが、詳しい結果は分からなかった。「ピクーダ」は陸軍輸送船「くらいど丸」（南洋海運、5,497トン）を撃沈した。2月15日、バーブは56日間の行動を終えて真珠湾に帰投。メア・アイランド海軍造船所に回航され、オーバーホールに入った。このオーバーホール中、バーブに、5インチロケット弾が搭載できるマーク51型ロケットランチャー6基が装備された。このロケット弾は一斉射で12発発射でき、最大射程は4,800mだった。ランチャー自体も着脱自在なように、甲板に留め具が装備されていた。バーブはこのロケット弾を100発搭載する予定だったが、実際には72発しか搭載せず、真珠湾に向かった。

### 第12の哨戒 1945年6月 - 8月

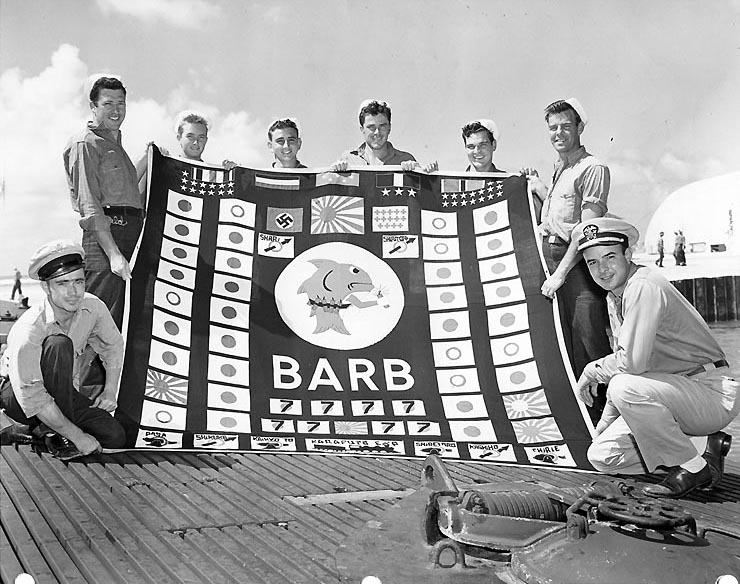
バーブの乗員とバトルフラッグ。12度目の哨戒の後で（1945年8月）。

6月8日、バーブは12回目の哨戒でオホーツク海方面に向かった。この頃には、日本には目ぼしい船舶がほとんどなかったが、バーブは哨戒海域で大いに暴れた。6月21日未明、バーブは北緯44度39分 東経146度43分 / 北緯44.650度 東経146.717度の国後島北西海域で2隻の100トン級ラガーを発見し、5インチ砲と40ミリ機関砲、37ミリ機銃の射撃で撃沈。6月22日未明、バーブは北海道斜里沖に浮上。最大射程である4,700ヤード (4,300 m) の距離から斜里の市街に向けてロケット弾を12発発射した。攻撃後、バーブは樺太方面に針路を向けた。翌6月23日、バーブは北緯47度41分 東経143度06分 / 北緯47.683度 東経143.100度の地点で150トン級木造スクーナーあるいは大型トロール船を砲撃で撃沈し、1人の捕虜を得た。6月26日、バーブは北緯49度40分 東経144度23分 / 北緯49.667度 東経144.383度の地点で3隻の輸送船を中心とする輸送船団を発見するが、護衛が「照月型駆逐艦」1隻、海防艦2隻、駆潜艇2隻と厳重で、深深度に潜航の上、秘密兵器のマーク28型誘導魚雷を1本発射したが、命中しなかった。6月29日午後には、北緯48度25分 東経142度47分 / 北緯48.417度 東経142.783度の地点で「照月型駆逐艦」が護衛する輸送船団に対して魚雷を3本発射し、爆雷攻撃を避けてもう3本発射、さらにマーク28型誘導魚雷を2本発射したが、いずれの攻撃も成功しなかった。7月2日朝5時30分ごろ、バーブは海豹島の西岸沖に浮上した。海豹島には日本海軍の見張所やレーダーアンテナなどが設置されており、バーブは海豹島にわずか1,000mにまで接近して10時ごろまで三度にわたって5インチ砲と機銃で艦砲射撃を行い、倉庫や見張所、灯台などをことごとく破壊した。7月3日1時40分ごろには敷香町沖に出現し、約3,700メートルの沖からロケット弾攻撃を二度にわたり約10分間行った。昼ごろには、北緯48度25分 東経143度54分 / 北緯48.417度 東経143.900度の地点で1,000トン級沿岸輸送船を発見し、マーク27誘導魚雷を1本発射して命中させ、目標の撃沈を報じた。7月5日朝、バーブは亜庭湾に侵入。湾内には鉄道連絡船、ラガー、トロール船および護衛艦などの目標がいたが、「リバティー船のような輸送船」が発見され目標はそちらに移された。その「リバティー船のような輸送船」がソビエト連邦籍でないことを確認した後、北緯46度04分 東経142度14分 / 北緯46.067度 東経142.233度の地点で魚雷をまず3本発射し、反転してさらに2本発射。1本が海岸に命中して爆発し、他の魚雷のうち1本が停泊中の輸送船「第十一札幌丸」（大阪商船、2,821トン）に命中し、同船をV字にへし折り轟沈させた。7月8日夕刻、バーブは北緯47度26分 東経142度46分 / 北緯47.433度 東経142.767度の栄浜村沖に浮上し、9ノットで航行する75トン級ラガーを砲撃で撃沈した後、第38任務部隊（ジョン・S・マケイン・シニア中将）の支援を行うため根室海峡方面に移動した。7月10日午前、バーブは北緯44度13分 東経145度23分 / 北緯44.217度 東経145.383度の地点で2隻の小型沿岸輸送船を発見して魚雷を3本発射したが、1本が海岸に命中して爆発した以外は何事も起こらなかった。7月11日朝にも北緯44度03分 東経146度30分 / 北緯44.050度 東経146.500度の地点で50トン級ディーゼルサンパンを発見し、5インチ砲と40ミリ機関砲の射撃で沈めた。7月13日から15日まで、歯舞群島を経由して厚岸、釧路方面で支援任務を行った後、再び宗谷海峡方面に移動した。7月18日11時過ぎには、バーブは北緯46度03分 東経142度16分 / 北緯46.050度 東経142.267度の西能登呂岬沖で、護衛付きで大泊に向けて航行中の稚泊連絡船「宗谷丸」（鉄道省、3,593トン）と護衛艦を発見し、護衛艦に対して魚雷を2本、宗谷丸に対して魚雷を3本発射。1本は陸地に当たり、別の1本は「宗谷丸」の横に入り込んできた「第112号海防艦」に命中。「第112号海防艦」は爆発が収まると艦首のみを海面上に突き立てて沈没していた。
この後、バーブの乗組員はフラッキーから鉄道爆破のための志願部隊を上陸させる、という大胆なプランを披露された。攻撃時間はおよそ30分と定められ、7月22日の夜も更けた頃、ウィリアム・M・ウォーカー中尉以下8名の志願部隊は、バーブを離れて北緯47度42分 東経142度32分 / 北緯47.700度 東経142.533度の陸地に上陸し、樺太東線の線路に爆薬を設置。志願部隊は無事バーブに戻ってきた。爆破は成功し、150名の乗客もろとも16両編成の列車を吹き飛ばしたと判断された。バーブからもこの光景を確認することが出来、フラッキー艦長は「美しい光景」と戦時日誌に書いた。
7月24日深夜から翌25日未明にかけて、バーブは知取町と元泊村樫保を目標にロケット弾を発射し、可燃物のある建物に命中したらしく爆発が確認され、相当なダメージを与えたと判断された。日が昇ってからは北知床半島にある散江村沖に浮上し、11時35分頃から約30分間にわたって市街とサンパン群に対して60発の砲弾を浴びせ、50トン級サンパン4隻と100トン級サンパン1隻を撃沈した。7月26日午後には北緯44度20分 東経146度01分 / 北緯44.333度 東経146.017度の国後島の西岸にある漁村沖に現れ、所在の35隻のサンパンや倉庫、工場に艦砲射撃を行いことごとく炎上させ、他に100トン級トロール船1隻を沈める。バーブは悠々と引き上げていった時には、漁村はもうもうたる黒煙に包まれていた。バーブは国後水道を通過して、ミッドウェー島に針路を向けた。8月2日、バーブは54日間の哨戒を終えてミッドウェー島に帰投、この哨戒での功績で海軍殊勲部隊章を受章した。
1944年3月から1945年8月までの7度の哨戒でバーブは公式に17隻の敵艦艇を沈めた。また、その総トン数は96,628トンであり、これは第二次世界大戦中のアメリカ潜水艦が挙げた戦果としては3番目のものであった。
バーブは第二次世界大戦の戦功で殊勲部隊章および8個の従軍星章を受章した。

### 戦後
第13回の哨戒は計画されていたが、出港前に終戦を迎えた。バーブは帰国し、コネチカット州ニューロンドンで1946年3月9日に予備役となり、1947年2月12日に退役する。1951年12月3日にバーブは再就役し大西洋艦隊に配属、フロリダ州キーウェストを拠点として活動する。1954年2月5日に予備役となり、潜水艦推力増強計画 (Greater Underwater Propulsion Power Program, GUPPY) に従って改修転換が行われた。1954年8月3日に再就役し、12月13日まで大西洋艦隊で活動した後退役、相互防衛援助計画の下のイタリア海軍へ貸与され、イタリア海軍でエンリコ・タッツオーリ (Enrico Tazzoli, S-511) へと改名された。
艦は最終的に1972年にスクラップとしておよそ100,000ドルで売却された。フラッキーは、乗組員はこのことを知っており、彼らは博物館船とするためにその後部を買い取りアメリカへ持ってくるだろうと述べた。